# Mutant: Hindenburg
Mutant: Hindenburg gavs ut 2020 av Fria Ligan och är ett fristående rollspel som binder ihop alla de postapokalyptiska versionerna av Mutant: Mutant. Mutant: Undergångens arvtagare samt Mutant: År Noll. Sättningen utspelar sig cirka 25 år efter händelserna i Mutant: Undergångens arvtagare.
Utgivningen av Mutant: Hindenburg finansierades med gräsrotsfinansiering via Kickstarter och genererade cirka 1,1 miljoner kronor.

## Utgivna produkter
- Mutant Hindenburg: Regelbok (2020[3])
- Mutant Hindenburg: Gryningens beskyddare (2021[4]) - Äventyr